# دل وليامز
دل وليامز (بالإنجليزية: Del Williams)‏ هو لاعب كرة قدم أمريكية أمريكي، ولد في 9 نوفمبر 1945 في لايف أوك في الولايات المتحدة، وتوفي في 30 نوفمبر 1984 في نيو أورلينز في الولايات المتحدة بسبب تصلب جانبي ضموري.

## وصلات خارجية
- دل وليامز على موقع مرجع كرة القدم المحترفة.كوم (الإنجليزية)